# Stenus tarsalis
Stenus tarsalis är en skalbaggsart som beskrevs av Sven Ingemar Ljungh. Stenus tarsalis ingår i släktet Stenus och familjen kortvingar. Arten är reproducerande i Sverige. Inga underarter finns listade i Catalogue of Life.